# El Viso
El Viso è un comune spagnolo di 2 962 abitanti situato nella comunità autonoma dell'Andalusia, nella provincia di Cordova. Fa parte della comarca di Los Pedroches.